# Campionati europei di canottaggio 2011
I Campionati europei di canottaggio 2011 si sono svolti a Plovdiv (Bulgaria) dal 16 al 18 settembre 2011.

## Medagliere
| Posizione | Paese       |    |    |    | Totale |
| --------- | ----------- | -- | -- | -- | ------ |
| 1         | Grecia      | 3  | 1  | 0  | 4      |
| 2         | Italia      | 2  | 1  | 3  | 6      |
| 3         | Ucraina     | 2  | 0  | 2  | 4      |
| 4         | Lituania    | 2  | 0  | 1  | 3      |
| 4         | Romania     | 2  | 0  | 1  | 3      |
| 6         | Rep. Ceca   | 1  | 2  | 1  | 4      |
| 7         | Polonia     | 1  | 1  | 1  | 3      |
| 7         | Russia      | 1  | 1  | 1  | 3      |
| 9         | Bielorussia | 0  | 3  | 0  | 3      |
| 10        | Serbia      | 0  | 2  | 2  | 4      |
| 11        | Estonia     | 0  | 1  | 0  | 1      |
| 11        | Regno Unito | 0  | 1  | 0  | 1      |
| 11        | Germania    | 0  | 1  | 0  | 1      |
| 14        | Portogallo  | 0  | 0  | 1  | 1      |
| 14        | Croazia     | 0  | 0  | 1  | 1      |
| Totale    | Totale      | 14 | 14 | 14 | 42     |

## Risultati
| Gara           | Oro | Tempo   | Argento | Tempo   | Bronzo | Tempo   |
| Gare maschili  | |         | |         | |         |
| M1x            | Lituania Mindaugas Griškonis | 7:02.74 | Germania Falko Nolte | 7:04.99 | Croazia Mario Vekic | 7:08.17 |
| M2x            | Lituania Saulius Ritter (b) Rolandas Mascinskas (s) | 6:23.05 | Serbia Marko Marjanovic (b) Dusan Bogicevic (s) | 6:24.90 | Russia Artem Kosov (b) Dmitry Khmylnin (s) | 6:25.87 |
| M4x            | Russia Nikita Morgachev (b) Alexey Svirin (2) Igor Salov (3) Sergey Fedorovtsev (s) | 5:45.17 | Estonia Andrei Jaemsae (b) Allar Raja (2) Tõnu Endrekson (3) Kaspar Taimsoo (s) | 5:47.07 | Polonia Konrad Wasielewski (b) Wiktor Chabel (2) Kamil Zajkowski (3) Piotr Licznerski (s)                                                                                                 | 5:51.00 |
| M2-            | Grecia Nikolaos Gkountoulas (b) Apostolos Gkountoulas (s) | 6:31.63 | Italia Niccolo Mornati (b) Lorenzo Carboncini (s) | 6:34.26 | Serbia Jovan Popovic (b) Nikola Stojic (s) | 6:43.97 |
| M4-            | Grecia Stergios Papachristos Ioannis Tsilis Georgios Tziallas Ioannis Christou | 5:58.12 | Bielorussia Vadzim Lialin Dzianis Mihal Stanislaŭ Ščarbačėnja Aliaksandr Kazubouski | 6:01.45 | Italia Mario Paonessa Francesco Fossi Luca Agamennoni Andrea Palmisano | 6:06.10 |
| M8+            | Polonia Marcin Brzezinski (b) Rafal Hejmej (2) Dariusz Radosz (3) Piotr Hojka (4) Mikolaj Burda (5) Piotr Juszczak (6) Krystian Aranowski (7) Michal Spakowski (s) Daniel Trojanowski (c)      | 5:37.38 | Rep. Ceca Jiri Srna (b) Kornel Altman (2) Dávid Szabó (3) Jan Pilc (4) Jakub Podrazil (5) Jakub Koloc (6) Petr Melichar (7) Matyas Klang (s) Martin Suma (c)                                                      | 5:39.38 | Ucraina Anton Kholyaznykov (b) Viktor Grebennykov (2) Ivan Tymko (3) Artem Moroz (4) Andriy Pryveda (5) Valentyn Kletskoy (6) Oleg Lykov (7) Sergiy Chykanov (s) Oleksandr Konovalyuk (c) | 5:39.63 |
| LM2x           | Italia Lorenzo Bertini Elia Luini | 6:28.83 | Grecia Eleftherios Konsolas Panagiotis Magdanis | 6:31.84 | Portogallo Pedro Fraga Nuno Mendes | 6:34.08 |
| LM4-           | Italia Daniele Danesin (b) Andrea Caianello (2) Marcello Miani (3) Martino Goretti (s) | 6:02.68 | Rep. Ceca Jan Vetesnik (b) Ondrej Vetesnik (2) Jiri Kopac (3) Miroslav Vrastil Jr (s) | 6:05.63 | Serbia Nemanja Nesic (b) Miloš Stanojević (2) Nenad Babovic (3) Miloš Tomić (s) | 6:08.77 |
| Gare femminili | |         | |         | |         |
| W1x            | Rep. Ceca Mirka Knapkova | 7:52.03 | Russia Julia Levina | 7:58.37 | Lituania Donata Vištartaitė | 8:02.46 |
| W2x            | Ucraina Anastasiia Kozhenkova (b) Yana Dementieva (s) | 7:06.17 | Serbia Iva Obradovic (b) Ivana Filipovic (s) | 7:08.27 | Rep. Ceca Lenka Antosova (b) Jitka Antosova (s) | 7:11.31 |
| W4x            | Ucraina Svitlana Spiryukhova (b) Nataliia Huba (2) Tetiana Kolesnikova (3) Kateryna Tarasenko (s)                                                                                              | 6:32.75 | Polonia Agnieszka Kobus (b) Karolina Gniadek (2) Sylwia Lewandowska (3) Natalia Madaj (s) | 6:35.30 | Romania Cristina Ilie (b) Ioana Craciun (2) Camelia Lupascu (3) Nicoleta Albu (s) | 6:41.61 |
| W2-            | Romania Camelia Lupascu (b) Nicoleta Albu (s) | 7:29.22 | Bielorussia Yuliya Bichyk (b) Natallia Helakh (s) | 7:31.50 | Italia Claudia Wurzel (b) Sara Bertolasi (s) | 7:37.79 |
| W8+            | Romania Maria Diana Bursuc (b) Ionelia Zaharia (2) Cristina Grigoras (3) Irina Dorneanu (4) Adelina Cojocariu (5) Andreea Boghian (6) Roxana Cogianu (7) Eniko Mironcic (s) Teodora Gidoiu (c) | 6:14.98 | Bielorussia Katsiaryna Shliupskaya (b) Marharyta Krechka (2) Volha Berazniova (3) Natallia Helakh (4) Hanna Nakhayeva (5) Tatsiana Kukhta (6) Yuliya Bichyk (7) Anastasiya Fadzeyenka (s) Yaraslava Paulovich (c) | 6:20.52 | Ucraina Oksana Golub (b) Ganna Gutsalenko (2) Olha Hurkovska (3) Nina Proskura (4) Olena Buryak (5) Svitlana Novichenko (6) Liubov Stashko (7) Anna Kontseva (s) Anna Gaidukova (c)       | 6:23.82 |
| LW2x           | Grecia Christina Giazitzidou Alexandra Tsiavou | 7:15.50 | Regno Unito Kathryn Twyman Andrea Dennis | 7:20.26 | Italia Laura Milani Enrica Marasca | 7:24.88 |